# Lindiwe Zulu
Lindiwe Daphney Zulu, née le 21 avril 1958, est une femme politique sud-africaine, membre du Congrès national africain, membre de la législature du Gauteng (1994-1999), ambassadrice d’Afrique du Sud au Brésil (2004-2009) et membre du parlement depuis 2009.
Ancienne ministre du développement des petites entreprises de 2014 à 2019, elle est également ministre du Développement social de 2019 à 2024 au sein du second gouvernement de Cyril Ramaphosa.

## Biographie
Lindiwe Zulu est née le 21 avril 1958 dans le village de Nhlazatshe dans la région orientale de la province du Transvaal (actuel Mpumalanga). Lorsque le village est déplacé en application du Group Areas Act et les habitants envoyés à Madadeni, au Zoulouland, les parents de Zulu déménagent au Swaziland car sa mère est une Swazi. Lindiwe Zulu fait ses études au Swaziland, rejoint le Congrès national africain (ANC) et s'installe au Mozambique où elle rencontre pour la première fois Jacob Zuma. Elle obtient une bourse et part étudier le journalisme en URSS. Elle passe 7 ans à Moscou où elle obtient une maîtrise en journalisme. En 1987, elle se rend en Angola pour suivre une formation militaire au sein de l'organisation des femmes panafricanistes et devient en 1988, responsable de la communication pour l’organisation de femmes africaines du congrès panafricain en Angola. 
En 1989, elle s'installe à Lusaka, en Zambie, où elle est responsable de la communication au département des affaires religieuses de l’ANC. En 1990, elle déménage en Ouganda pour être responsable de la communication et administratrice au bureau de l'ANC. 
Zulu revient en Afrique du Sud en 1992 pour occuper le poste de responsable de la communication de la Ligue des femmes de l'ANC. Elle devient l'année suivante membre du comité exécutif et est détachée auprès du département de l'information et de la propagande de l'ANC. 
En 1994, elle rejoint l'Assemblée législative de la province du Gauteng dont elle devient vice-présidente en 1995. 
De 1999 à 2001, elle est conseillère spéciale auprès du ministre des Affaires étrangères. 
De 2001 à 2003, elle est directrice principale pour l’Afrique occidentale et centrale au ministère des Affaires étrangères. En 2003, elle devient directrice exécutive des relations gouvernementales et internationales du groupe Vodacom. 
De 2004 à 2008, elle est ambassadrice d’Afrique du Sud au Brésil.  
En 2009, elle est élue membre du parlement sur la liste de l'ANC et est nommée conseillère en relations internationales du président Jacob Zuma.
De 2014 à 2019, elle est ministre du Développement des petites entreprises dans les gouvernements successifs de Jacob Zuma et de Cyril Ramaphosa puis ministre du développement social depuis le 30 mai 2019 dans le second gouvernement de Rampahosa.